# Poliido (Euripide)
Poliido è una tragedia di Euripide oggi perduta, ad eccezione di alcuni frammenti sopravvissuti.

## Conservazione
Un importante frammento di papiro contenente 98 versi ha rivelato parte di due opere finora perdute di Euripide, appunto il Poliido e la Ino, precedentemente note solo attraverso citazioni di autori successivi. Il frammento, considerato uno dei più importanti testi euripidei scoperti, è stato identificato grazie al lavoro degli studiosi Yvona Trnka-Amrhein e John Gibert, col supporto dell'archeologo Basem Gehad. Il testo, datato al III secolo d.C., proviene dal sito di Filadelfia, nell'oasi del Fayum, in Egitto. Recuperato all'interno della tomba di un bambino, è stato analizzato utilizzando il Thesaurus Linguae Graecae, un database digitale di testi greci antichi.

## Trama
Il dramma, rivelato dal nuovo frammento di papiro e da 38 versi in altre fonti indirette, si basa su un antico mito cretese. La trama ruota attorno alla richiesta del re Minosse e della regina Pasifae, noti per il mito del Minotauro, all'indovino Poliido affinché resusciti il loro figlio Glauco, annegato in una vasca di miele. 
Il nuovo frammento contiene parte di una scena in cui Minosse e Poliido discutono sulla liceità della resurrezione dei morti, tema trattato da Euripide con razionalità filosofica, come in altre sue opere, tra cui l’Alcesti. La loro discussione verte, dunque sui limiti della conoscenza umana e sull'abuso di potere. Minosse avanza una teoria della regalità naturale: proprio come il delfino governa il mare, l'aquila gli uccelli e Zeus gli dei, il tiranno comanda quelli sulla terraferma. Poliido, tuttavia, vede la minaccia di Minosse come la vana vanteria di un padre affranto e di un meschino despota:
le leggi degli dei. Tu stai agendo 

con arroganza incontrollata: e ciò

dalla tua ricchezza è ben causato. 

Sei ricco, ma certo non puoi pensare 

di capire il resto. E tra i ricchi

nasce l'inettitudine, mentre a causa 

dello svantaggio ha la sua saggezza 

come sua sorte la povertà.

Sappilo bene: tutto ciò che nasce 

dalla terra deve vivere e morire, 

perché col tempo tutte le cose 

crescono e tornano a cambiare. Ogni 

uomo diventa giovane e poi vecchio, 

vivendo non due volte, ma solo una.»
(trad. A. D'Andria)
Poliido, richiuso nella tomba con il cadavere di Glauco, riesce a riportare in vita il ragazzo grazie a un'erba utilizzata da un serpente per rianimare un suo simile.